# Pinkpop Festival

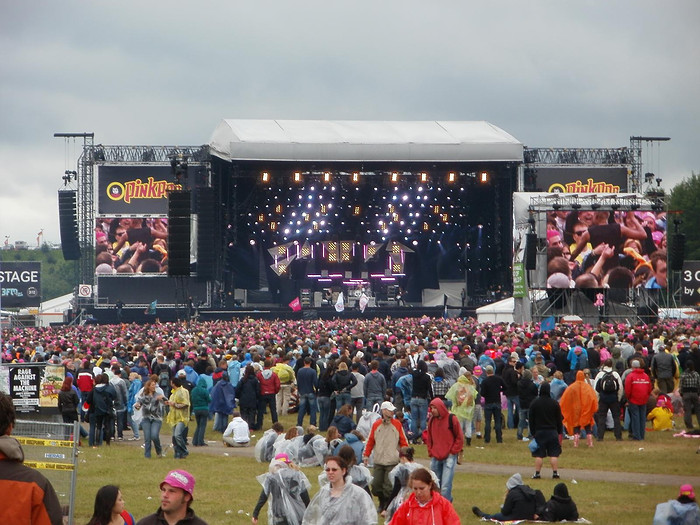
Hlavní scéna festivalu, rok 2010

Pinkpop Festival je přehlídka rockové a elektronické hudby, která se koná v nizozemském městě Schaesberg, které patří k obci Landgraaf. Koná se každoročně o svátku Letnice (název pochází z nizozemského názvu Letnic Pinksteren).
Je uveden v Guinnessově knize rekordů jako nejstarší festival populární hudby v Nizozemsku. První ročník uspořádal v roce 1970 v Geleenu Jan Smeets, v roce 1988 se festival přesunul do Landgraafu. Původně byl jednodenní, v roce 1995 byl prodloužen na dvoudenní a od roku 1997 trvá tři dny. Počet účastníků je omezen na maximálně 60 000 osob. Ve festivalovém areálu se hraje na čtyřech scénách.
V historii festivalu zde dohromady vstoupilo přes 700 různých interpretů. Byli mezi nimi Metallica, Foo Fighters, Rage Against The Machine, Pearl Jam, Flogging Molly, Porcupine Tree, Bad Religion, Serj Tankian, Patrick Watson, Kate Nash, Blood Red Shoes, Eagles of Death Metal, The Smashing Pumpkins, 30 Seconds to Mars, Martin Garrix, Paul McCartney, Rammstein, Rolling Stones, Robbie Williams, Bruce Springsteen, The Cure, Linkin Park, Snow Patrol, Green Day, Babylon Circus, Ed Kowalczyk, George Ezra, Seasick Steve, Justin Nozuka, Maria Mena, Yeasayer.